# Кукшары
Кукшары (мар. Кукшер) — деревня в Килемарском районе Республики Марий Эл. Входит в состав Кумьинского сельского поселения.

## География
Находится в западной части республики Марий Эл на расстоянии приблизительно 12 км по прямой на юго-запад от районного центра посёлка Килемары.

## История
Образована в конце XVII века. В переводе с марийского название означает «сухое озеро». В 1868 году в деревне было 23 дворов и 61 житель мужского пола. В 1902 году в 42 дворах проживали 237 человек, мари, в 1915 году 28 и 164 соответственно, в 1924 34 и 169 человек (144 мари, 25 — русские), в 1974 году 42 и 152. В советское время работали колхозы «15 лет МАО», «Знамя» и СПК колхоз «Активист».

## Население
Население составляло 64 человека (мари 98 %) в 2002 году, 47 в 2010.